# Pardalota
Pardalota is een geslacht van rechtvleugeligen uit de familie sabelsprinkhanen (Tettigoniidae). De wetenschappelijke naam van dit geslacht is voor het eerst geldig gepubliceerd in 1878 door Brunner von Wattenwyl.

## Soorten
Het geslacht Pardalota omvat de volgende soorten:
- Pardalota asymmetrica Karsch, 1896
- Pardalota haasi Griffini, 1908
- Pardalota karschiana Enderlein, 1907
- Pardalota reimeri La Baume, 1911
- Pardalota superba Sjöstedt, 1913
- Pardalota versicolor Brunner von Wattenwyl, 1878